# Poggio alla Nebbia
Il Poggio alla Nebbia è un rilievo delle Colline Pisane nel comune di Chianni (PI) che raggiunge un'altezza di 570 m.
Posto al confine tra il comune di Chianni e quello di Casciana Terme Lari, oggi è sede del parco eolico di Santa Luce. Dalle sue pendici sgorgano numerosi corsi d'acqua tra cui il fiume Cascina (affluente dell'Era) e il fiume Fine che forma a valle il Lago di Santa Luce. Dai fianchi della montagna sorge anche il torrente Carbonaia che, incidendone i fianchi, dà vita alle spettacolari Cascate del Ghiaccione.
Data la sua notevole altitudine è sempre stata una zona di interesse militare, infatti vicino alla sua cima presso Collemontanino, sono presenti le rovine della Rocca di Montanino, antica fortezza militare di epoca medievale.